# Märkisch Linden
Märkisch Linden est une commune allemande de l'arrondissement de Prignitz-de-l'Est-Ruppin, Land de Brandebourg.

## Géographie
Märkisch Linden se situe dans le plateau de Ruppin.
La commune comprend les quartiers de Darritz-Wahlendorf, Gottberg, Kränzlin et Werder.
|                    | Storbeck-Frankendorf |           |
| Walsleben          | Märkisch Linden      | Neuruppin |
| Wusterhausen/Dosse | Temnitztal           | Dabergotz |

Märkisch Linden se trouve le long de la Bundesautobahn 24, près du croisement avec la Bundesstraße 167, et la ligne de Neustadt à Herzberg.

## Histoire
La commune est née le 30 décembre 1997 de la fusion volontaire des communes de Darritz-Wahlendorf, Gottberg, Kränzlin et Werder.

## Personnalités liées à la commune
- Reinhardt O. Cornelius-Hahn (né en 1947), écrivain.